# Списак авиона произведених у Икарусу од 1946 до 1961.
"Икарус" фбрика авиона послератни развој.

## Историјат
Производња авиона у земунском Икарусу је настављена одмах после ослобађања Земуна. Док су трајале војне операције од прикупљених радника и машина организована је поправка оштећених авиона за фронт а паралелно са тим активностима окупљено је и техничко особље и кренуло се са пројектовањем авиона изради прототипова и њихово испитивање. У току 1946. године Икарусу су припојени фабрика Рогожарски и Змај и створена је Државна фабрка авиона Икарус. Први авион из обновљене фабрике изашао је 1946. године а био је то школски авион Аеро-2. Последњи авион који је изашао из Икарусових хала је био Икарус Курир који је испоручен 1962. године.

## Послератна производња авиона у Земунском Икарусу
| Назив авиона                           | Намена                | Број | Година    | Конструкција                                        |
| Аеро-2Б - прототип                     | школски - двосед      | 1    | 1946      | Б.Цијан и Ђ.Петковић                                |
| 232 - пионир                           | експериментални       | 2    | 1947      | Драгољуб Бешлин                                     |
| С-49А                                  | ловац                 | 45   | 1947/50   | К.Сивчев, С.Зрнић и С.Поповић                       |
| Аеро-2 - модели Б, Ц и Д               | школски - двосед      | 275  | 1947-1950 | Б.Цијан и Ђ.Петковић                                |
| Први мај                               | туристички            | 1    | 1948      | Б.Цијан и Ђ.Петковић                                |
| Тројка                                 | туристички            | 1    | 1948      | Б.Цијан и Ђ.Петковић                                |
| Икарус 211                             | школски               | 2    | 1948      | С.Зрнић и С.Поповић                                 |
| Икарус 231                             | школски               | 1    | 1948      | С.Зрнић и С.Поповић                                 |
| Утва 212 - прототип                    | школски               | 2    | 1948      | Љ.Илић, С.Зрнић и C.Поповић                         |
| Икарус 213 - прототип (Утва 213 Вихор) | школски               | 2    | 1948      | И.Шоштарић, С.Марјановић и С.Ћурчић                 |
| Икарус 214                             | вишенаменски          | 22   | 1949/59   | С.Милутиновић                                       |
| Икарус 215                             | вишенаменски          | 1    | 1949      | Д.Станков                                           |
| С-49Ц                                  | ловац                 | 112  | 1949/55   | К.Сивчев, С.Зрнић и С.Поповић                       |
| Аеро-2Х - хидроавион                   | школски хидроавион    | 4    | 1950      | Б.Цијан и Ђ.Петковић                                |
| Икарус 451                             | лаки јуришни          | 1    | 1950/52   | Д.Бешлин                                            |
| Икарус 451М - млазни авион             | експериментални       | 1    | 1950/52   | Д.Бешлин                                            |
| Икарус 453MW - једрилица               | експериментална       | 1    | 1950/52   | Д.Бешлин                                            |
| Орао I - ваздухопловна једрилица       | једрилица             | 1    | 1950      | Б.Цијан и С.Обад                                    |
| Орао II C - ваздухопловна једрилица    | једрилица             | 1    | 1951      | Б.Цијан и С.Обад                                    |
| Икарус 920 - ваздухопловна једрилица   | транспортна једрилица | 1    | 1951      | И.Шоштарић                                          |
| Икарус 452 - млазни авион              | експериментални       | 1    | 1952/53   | Д.Бешлин                                            |
| Студент Икарус                         | туристички            | 1    | 1952      |                                                     |
| Икарус 451М - млазни авион "Зоља"      | експериментални       | 1    | 1952/54   | Д.Бешлин                                            |
| Икарус 522 - прототип                  | школски               | 2    | 1952      | И.Шоштарића, С.Марјановића, С.Ћурића и М.Дабиновића |
| Кобац - ваздухопловна једрилица        | једрилица             | 1    | 1953      | Б.Цијан                                             |
| Кошава - ваздухопловна једрилица       | једрилица             | 1    | 1953      | М.Илић и А.Кисовец                                  |
| Икарус 451ММ - млазни авион "Стршљен"  | експериментални       | 1    | 1954/56   | Д.Бешлин                                            |
| Ш-451ММ - млазни авион "Матица"        | експериментални       | 1    | 1954/57   | Д.Бешлин                                            |
| Т-451ММ - млазни авион "Сршљен II"     | експериментални       | 1    | 1958      | Д.Бешлин                                            |
| Б-12В - млазни авион пресретач         | недовршен             | 2    | 1954/58   | Д.Бешлин                                            |
| Курир - клипни авион висококрилац      | авион за везу         | 166  | 1955/62   | Б.Цијан                                             |
| Хидрокурир - клипни авион висококрилац | хидроавион за везу    | 1    | 1955      | Б.Цијан                                             |
| Метеор - ваздухопловна једрилица       | једрилица             | 2    | 1958      | Б.Цијан и С.Обад                                    |
| Муња - ваздухопловна једрилица         | једрилица             | 1    | 1958      |                                                     |